# 吉川弘文馆

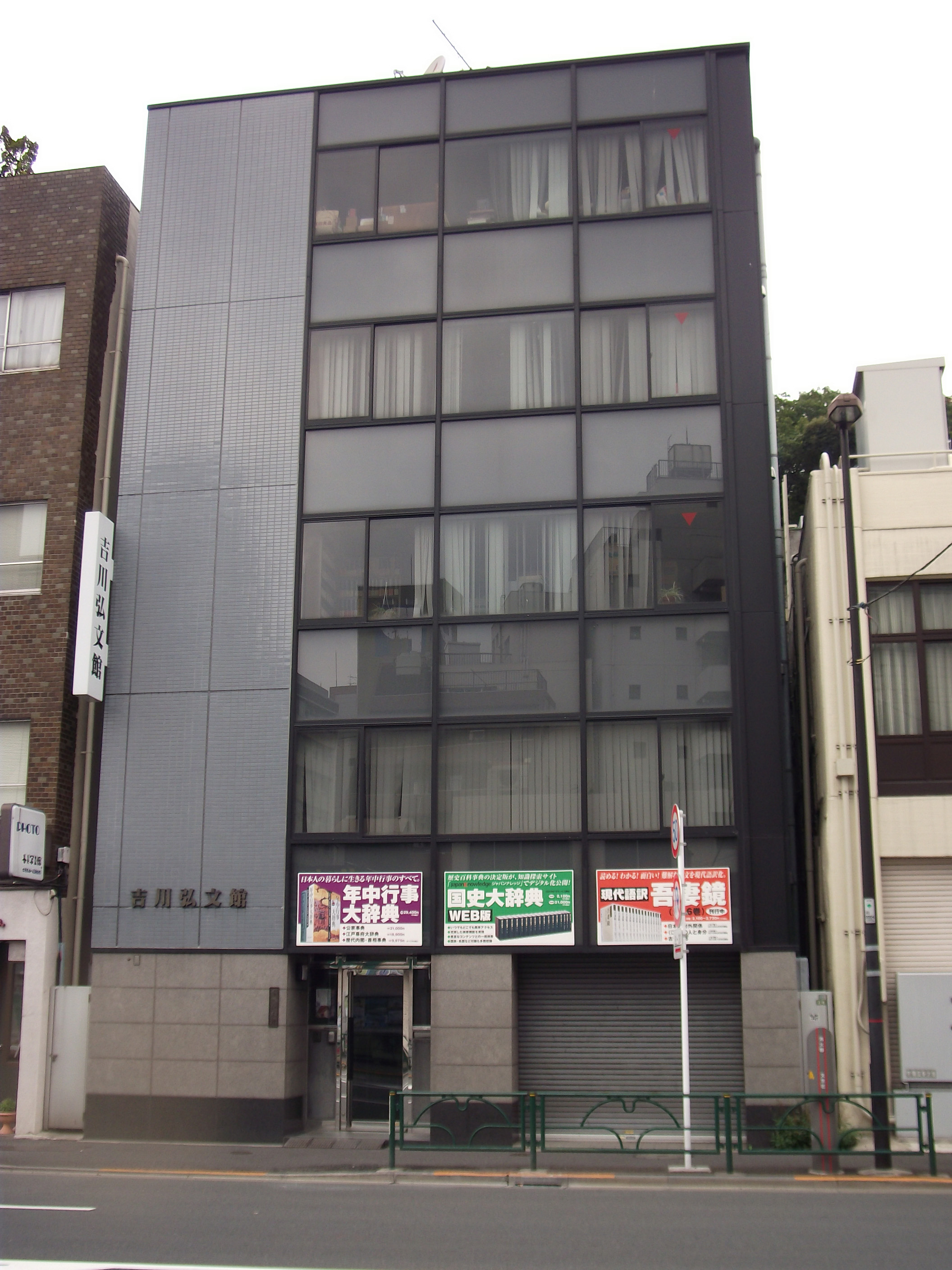
吉川弘文馆

吉川弘文馆（日语：吉川弘文館）是一家日本的出版社。

## 历史
1857年由吉川半七创建，1923年9月1日关东大地震导致大批书籍资料丢失。1949年5月7日改为现在名字。地址位于东京都文京区本乡7丁目2番8号。主要出版日本历史相关书籍。

## 出版物
- 國史大系
- 古事類苑